# Platon Ippolitov
Platon Afanasievitj Ippolitov (ryska: Платон Афанасьевич Ипполитов), född 7 mars 1893 i Moskva, död 1951, var en rysk skridskoåkare och tävlingscyklist. Han var bror till Vasilij Ippolitov. 
Ippolitov blev rysk mästare i hastighetsåkning på skridsko 1912, 1914 och 1916, innehade i 20 år ryska rekordet på 5 000 meter (8.44,2) och satte 15 ryska cykelrekord. Hans bästa skridskotider är: 500 meter 46,2 sekunder, 1 500 meter 2.26, 5 000 meter 8.40,3 och 10 000 meter 17.57,9. Han skrev boken Sovjetunionens idrott (översatt till svenska 1946).